# Mercato (Nocera Inferiore)
Il Mercato o Piazza Mercato ('o Mercato in dialetto locale) è un rione storico di Nocera Inferiore.

## Geografia
Il rione si colloca lungo le attuali Piazza Zanardelli e Via Giambattista Castaldo, nei pressi di edifici storici quali e chiese di Sant'Antonio e del Corpo di Cristo e immediatamente a ridosso della ex Caserma Bruno Tofano. È inglobato tra i rioni del Borgo e della Rendola.

## Storia

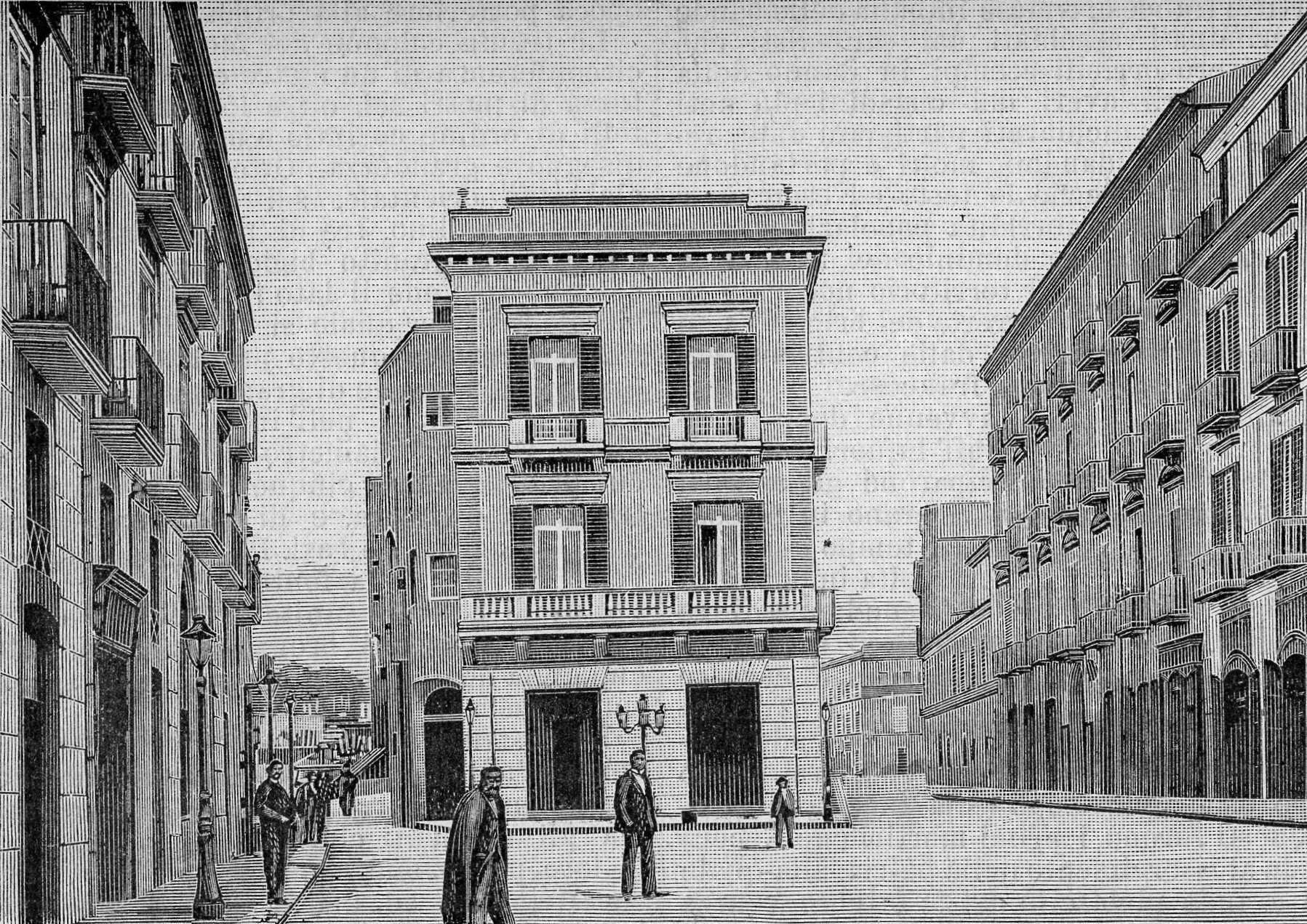
Piazza Mercato in una xilografia del 1902, con la taverna ducale sulla sinistra

Nel medioevo il Mercato, appena fuori il primo nucleo di mura cittadine, era adibito alla fiera mercantile ed era locato nel casale di  tostacio o Tostazzo, insieme all'Arenula (sede di un mulino). Stando alle fonti storiche, la via principale del rione era circondata da portici. La prima menzione del mercato si ha nell'824, quando si fa riferimento del mercatu at tostatiu, nomenclato nelle pertinenze dell'Actus Sarnensis, mentre risulta nel territorio di Nocera già dall'848.
All'erezione del antistante Palazzo Ducale, un preesistete edificio fu mutato nella Taverna ducale, luogo funzionale già in precedenza al mercato cittadino. L'edificio conservava ancora traccia dell'antico porticato medievale e fu demolito negli anni '50, lasciando spazio ad una costruzione moderna.

Nel 1565 la Chiesa madre di Nocera eresse in loco la cappella del Corpo di Cristo, divenuta poi chiesa autonoma nel tardo '800.
Nel 1608, i mercanti, in segno di protesta contro le eccessive tasse ducali per l'occupazione del suolo, sospesero lo svolgimento della mercato e fu necessario un accordo tra il duca e le corporazioni dei mercanti.
Fu il fulcro commerciale della città fino al Novecento, quando l'area mercatale ha abbandonato la sede storica per collocarsi nel più ampio piazzale del Campo, la storica Piazza D'Armi della città, collocata a ridosso del Rione Grotti (adicenze dello stadio Stadio San Francesco d'Assisi).

## Chiesa del Corpo di Cristo

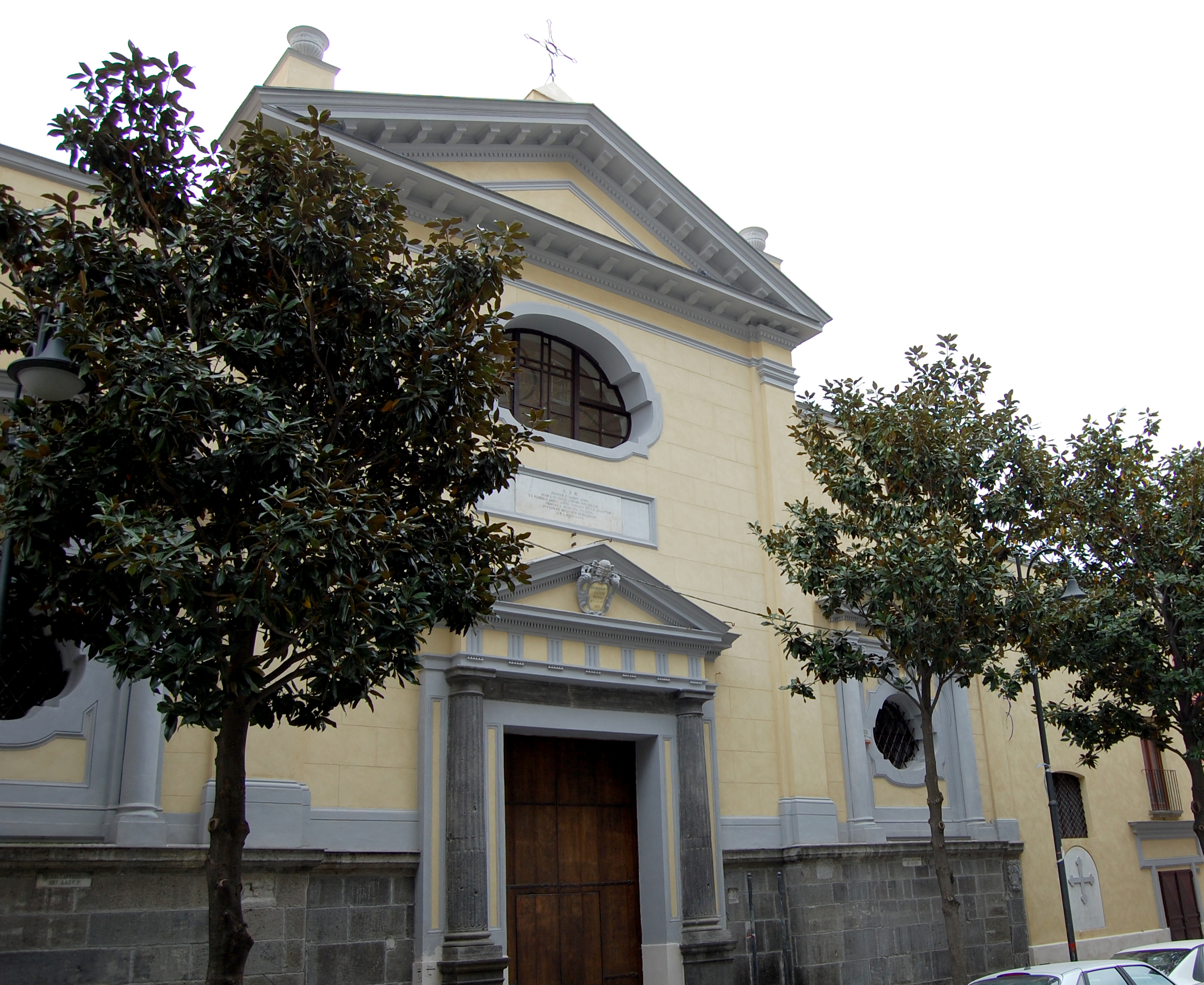
La Chiesa del Corpo di Cristo in Piazza Zanardelli

Nel 1565 su un suolo donato dai Canonici Lateranensi, la chiesa madre di San Matteo edificò una cappella come propria pertinenza per i fedeli del Mercato (parte di Nocera Corpo).
Per le sue non ridotte dimensioni, conteneva diverse opere artistiche (la maggior parte trafugate). Nel 1839 assunse l'autonomia di parrocchia.

## Infrastrutture e trasporti
Il rione dispone di una stazione ferroviaria che si colloca all'incirca al confine tra l'attuale e la storica area mercatale.